# Lindi Rural (huyện)
Lindi Rural là một huyện thuộc vùng Lindi, Tanzania. Thủ phủ của huyện Lindi Rural đóng tại Lindi. Huyện Lindi Rural có diện tích ki lô mét vuông. Đến thời điểm điều tra dân số ngày 25 tháng 8 năm 2002, huyện Lindi Rural có dân số 214882 người.